# Château du Bois de Sanzay
Ne doit pas être confondu avec Château de Sanzay.
Le château du Bois de Sanzay est un château du XVe siècle à Saint-Martin-de-Sanzay en Deux-Sèvres, entre Thouars et Saumur.

## Historique
D'après le cartulaire de l'abbaye de Saint Laon de Thouars, en 1487 le terrain fut acheté à des religieux par François de Beaumont, chevalier Seigneur du Boys de Sanzay. Le bâtiment central date du XVe siècle.

## Architecture
Les bâtiments sont en pierre de taille de tuffeau et moellons. Le bâtiment central date du XVe siècle, avec de hautes cheminées, trois cheminées monumentales gothiques, une échauguette, une chapelle et des caves. L'ensemble contient également un pigeonnier, un jardin à la française et un étang entouré d'un muret.

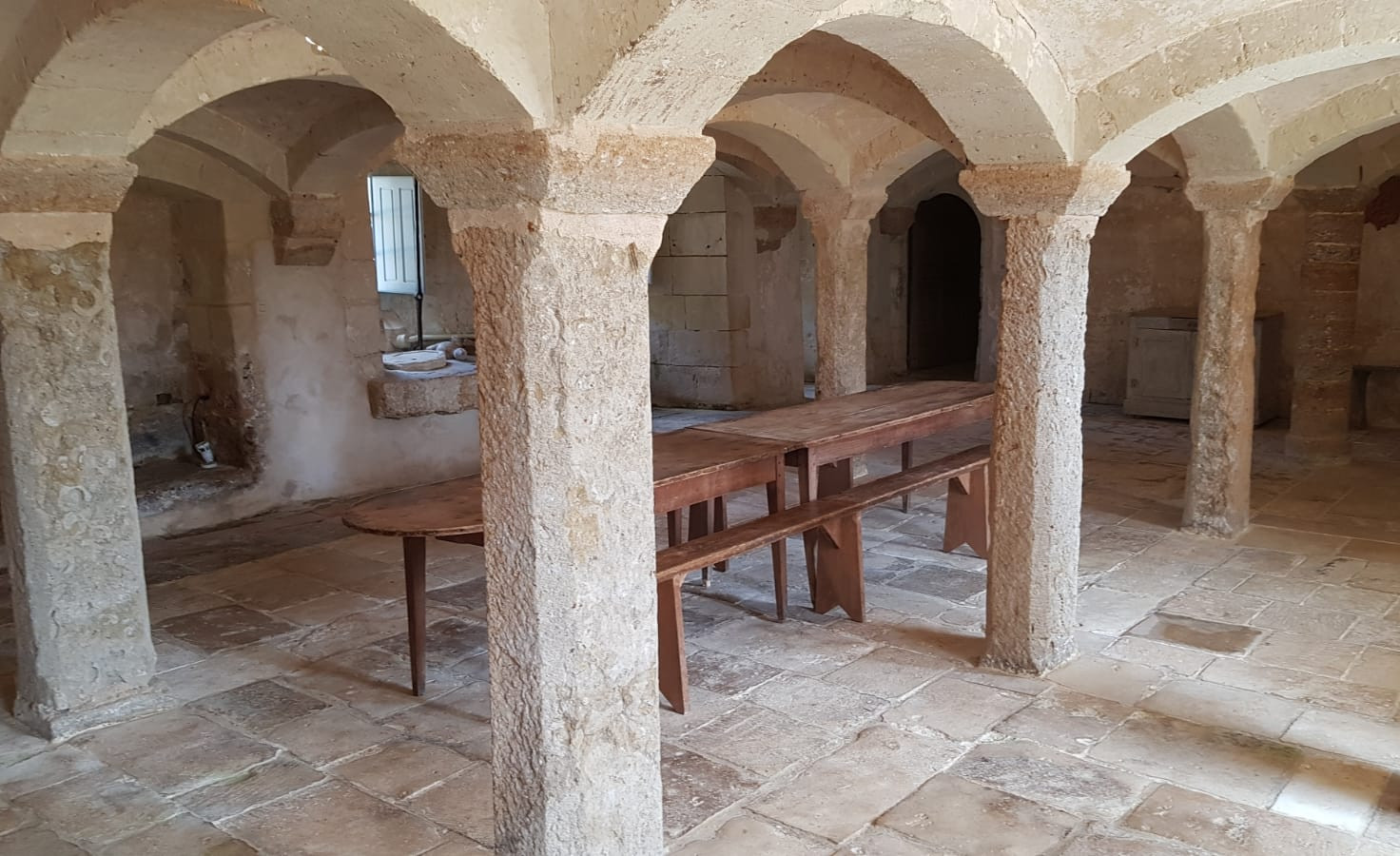
Cave.
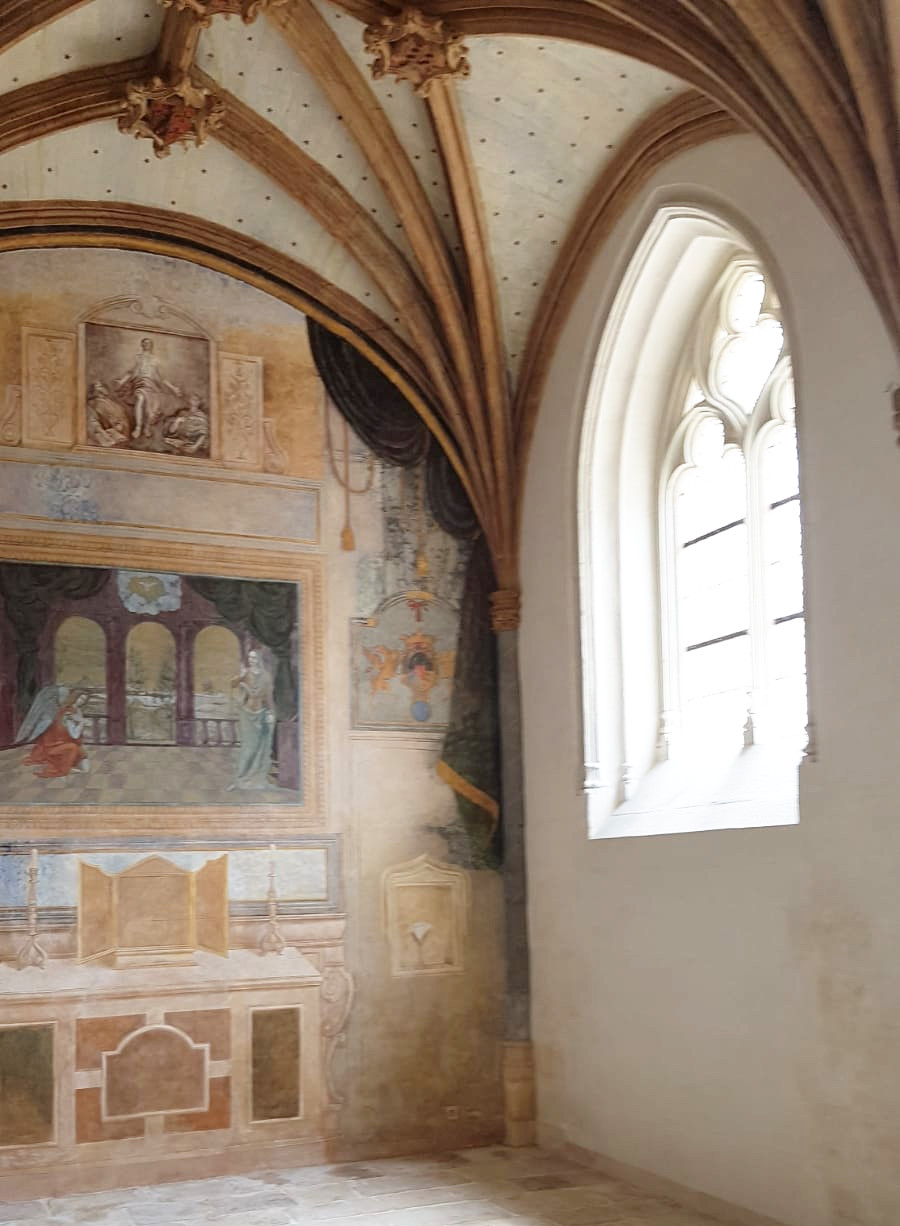
Chapelle.
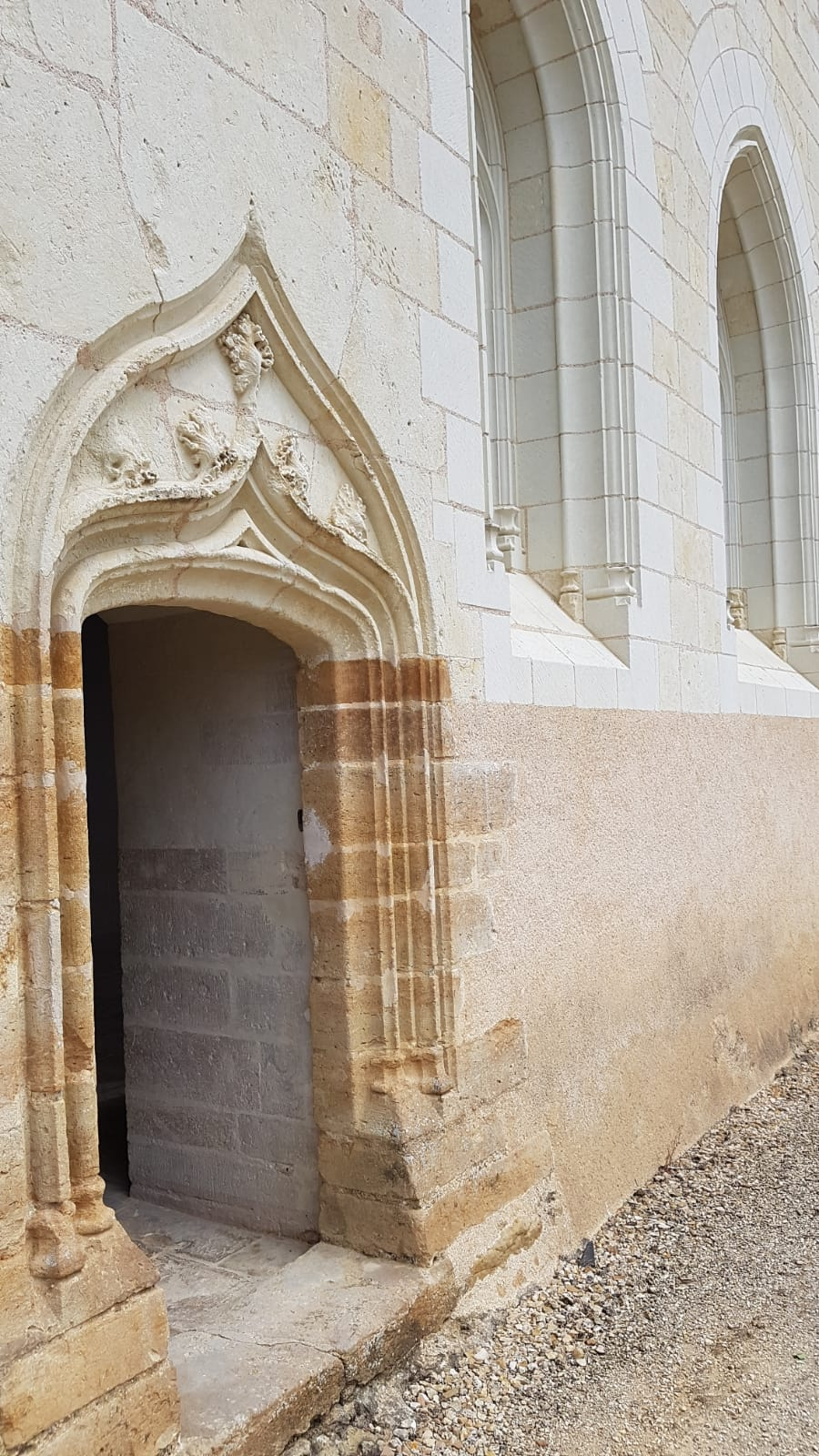
Petite porte.
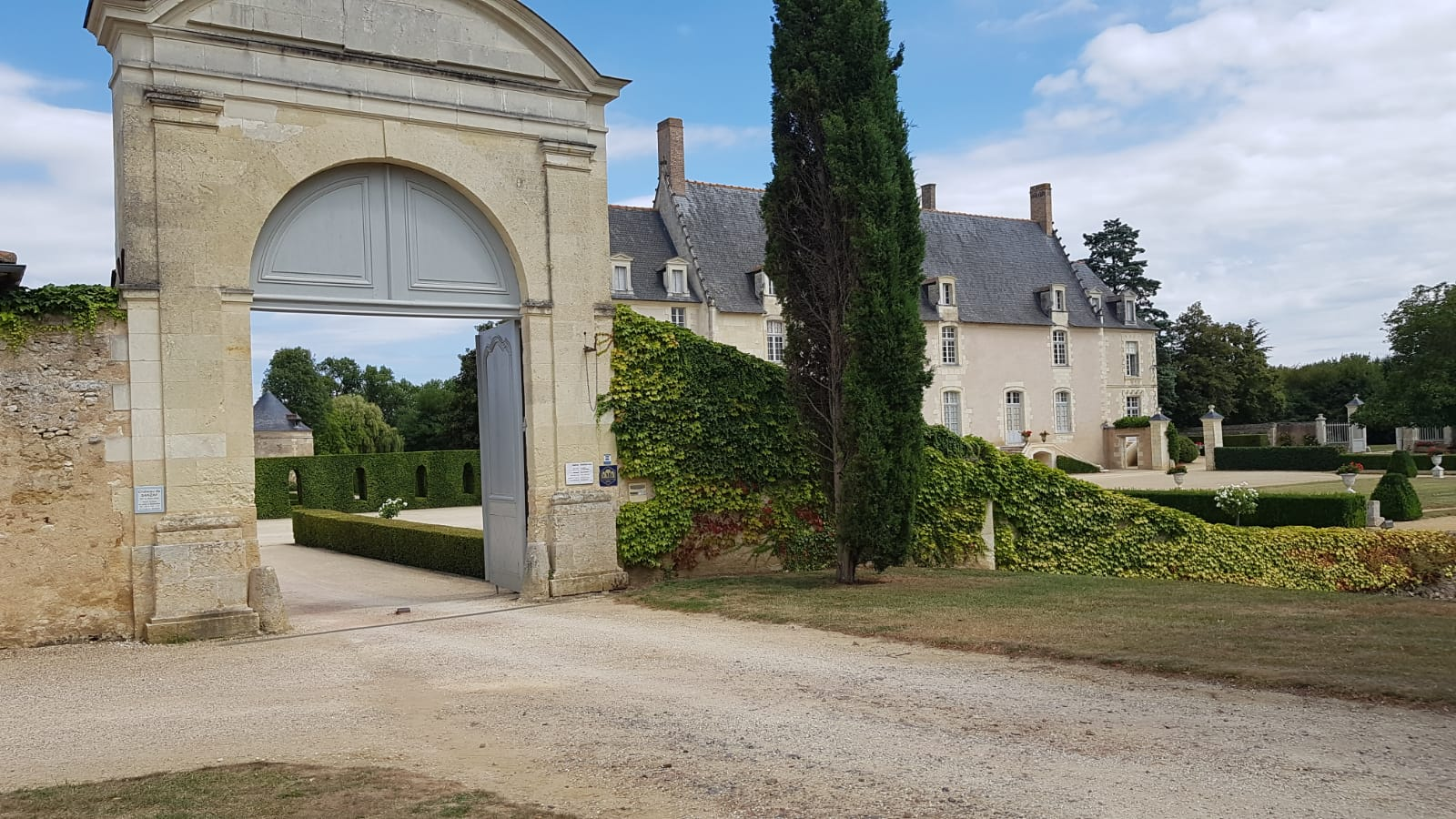
Entrée.
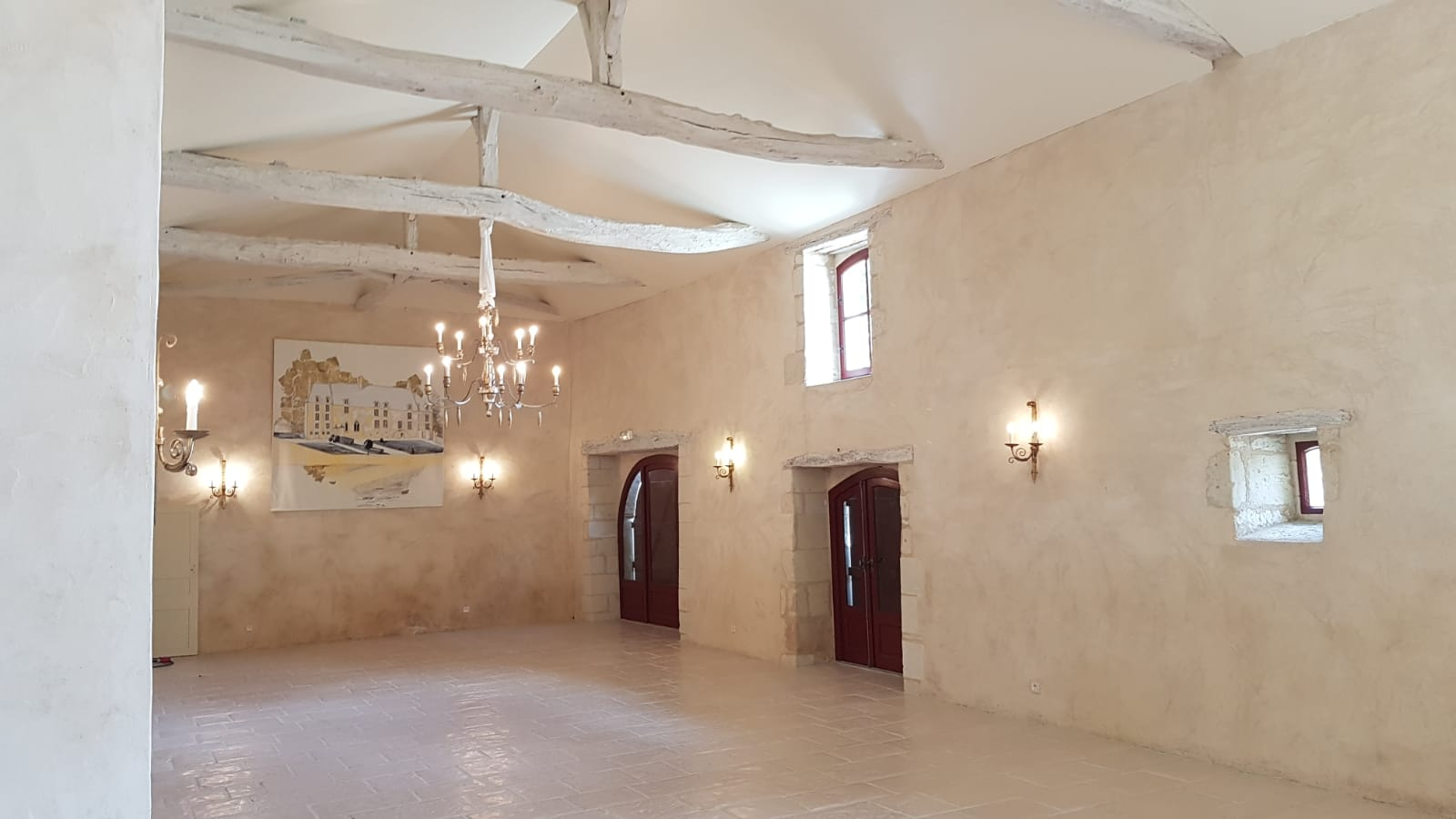
Annexe.
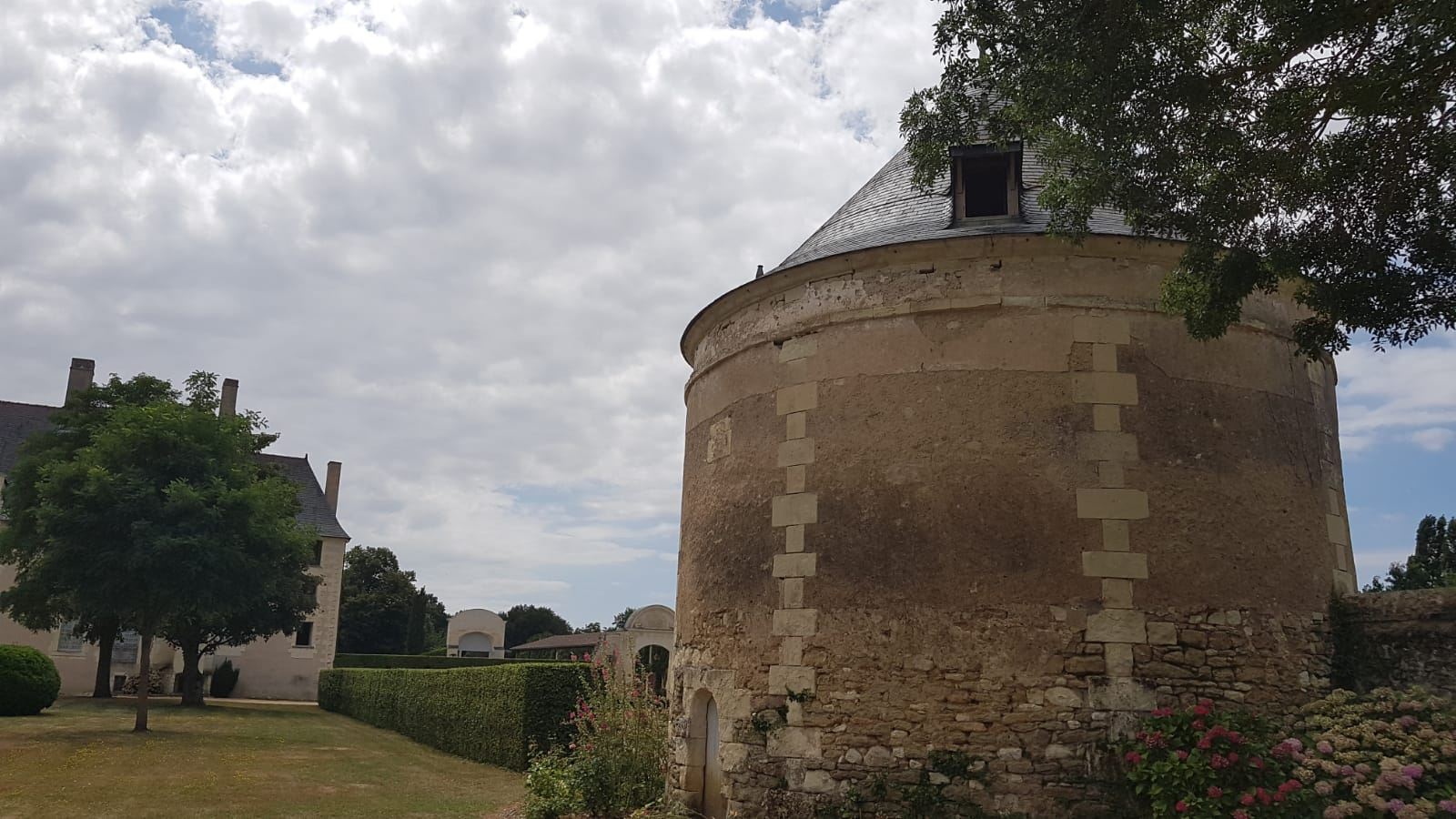
Pigeonnier.